# 호저속
호저속 또는 산미치광이속(Hystrix)은 설치류 속의 하나이다. 대부분의 구대륙 호저류를 포함하고 있다. 호저속에 포함되는 화석 종은 아프리카 마이오세 후기까지 거슬러 올라간다.

## 하위 분류
- 케이프호저 또는 남아프리카호저 (Hystrix africaeaustralis)
- 말레이호저 (Hystrix brachyura)
- 갈기호저 (Hystrix crassispinis)
- 호저 (Hystrix cristata)
- 인도호저 또는 인도갈기산미치광이 (Hystrix indica)
- 순다호저 (Hystrix javanica)
- 인도네시아호저 (Hystrix pumila)
- 수마트라호저 (Hystrix sumatrae)